# جون إتش جيجير
جون إتش جيجير (بالإنجليزية: John H. Geiger) هو مهندس معماري أمريكي، ولد في 19 يونيو 1926 في كونسيل بلوفس في الولايات المتحدة، وتوفي في 10 يناير 2011 في شيكاغو في الولايات المتحدة.